# Millingport
Millingport è un census-designated place (CDP) degli Stati Uniti d'America, situato nello stato della Carolina del Nord, nella contea di Stanly. Secondo il censimento del 2020 gli abitanti di Millingport ammontavano a 588.